# Topits Alajos József
Topits Alajos József (Pest, 1855. március 30. – Budapest, 1926. október 9.) császári és királyi udvari szállító, a „Topits József Fia Első Magyar Gőztésztagyár” (Erste ungarische Dampfmehlspeisenfabrik) tulajdonosa, a Ferenc József-rend lovagja, az Országos Ipar Tanács tagja, az Országos Iparegyesület Igazgatóságának a tagja, Budapest főváros törvényhatósági és közigazgatási bizottsága tagja, Budapest főváros közrendészeti bizottsági tagja, Budapest főváros fizetéstelen árvaszéki ülnöke, Budapest főváros központi választmányi tagja, budapesti virilista.

## Családja és származása

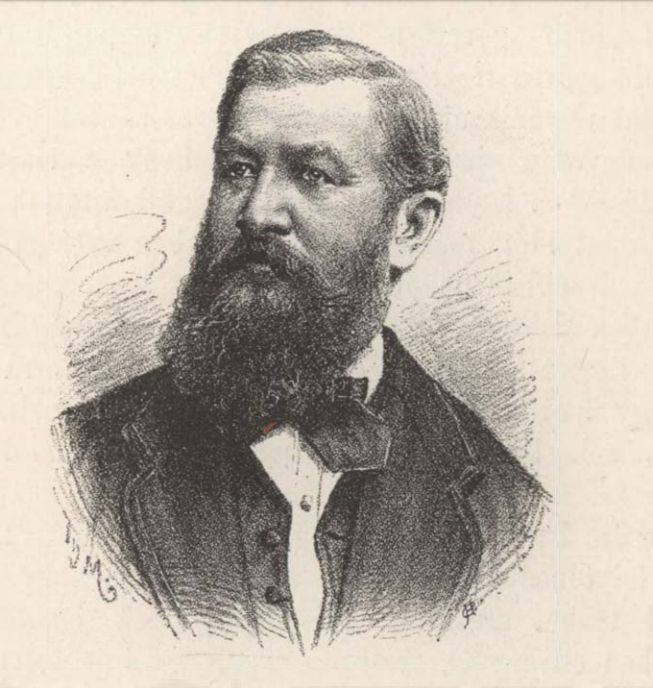
Topits Alajos József édesapja, Topits József András (1824-1876), gőztésztagyár tulajdonos, pesti választott polgár, Budapest fővárosi képviselő-testületi tag

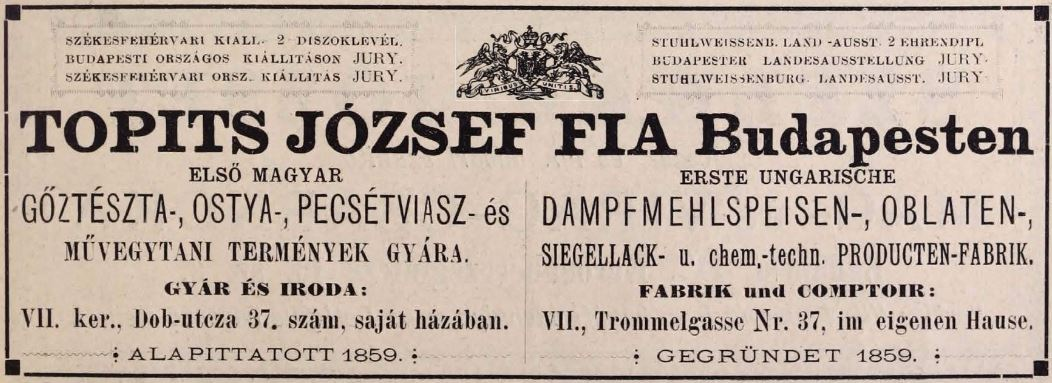
„Topits József Fia Első Magyar Gőztésztagyár” hirdetése (1887)

A jómódú és előkelő római katolikus nagypolgári származású Topits családban született. A a patrícius família Morvaországból érkezett Magyarországra, amikor legidősebb Topits József (1756–1812) okleveles tanító Isztimérre szerzett oktatói állást; a Topits család a morvaországi horvátoknak a leszármazottja. Topits József tanítótól és nejétől Braun Annától (1765–1843) származó fia Topits József (1790–1837) kereskedő Gödöllőre költözött. Ennek a Topits Józsefnek a fia Topits József András (1824–1876) Pesten gőztésztagyárt alapított; habár a Magyar Királyságban nem nemesi rendű, ősrégi polgári családi címert viseltek. Topits Alajos édesapja a gödöllői születésű Topits József András (1824–1876) gőztésztagyár tulajdonos, pesti választott polgár, Budapest fővárosi képviselő-testületi tag, édesanyja a szintén régi polgári pesti római katolikus Prückler családból való Prückler Klára Eleonóra Julianna (1833–1907) volt. Apai nagyszülei Topits József (1790–1837), gödöllői kereskedő, és a váci születésű Dlaskovits Borbala Klára (1805–1840) voltak. Anyai nagyszülei Prückler József (1804–1866), pékmester, 1848-as alhadnagy a pesti gyalog nemzetőrség 4. századánál és Danner Anna (1809–1889) voltak. Topits Alajos József édesanyjának nagybátyja, Prückler Ignác (1809–1876), pezsgőgyáros, a "Prückler Ignácz Magyarország első rum-, likőr- és pezsgőgyára" alapítója és tulajdonosa; Topits Józsefné unokatestvére, pedig Prückler Ignác fia, Prückler László (1847–1929) pezsgőgyár-tulajdonos volt.
Keresztszülei anyai nagyanyának bátyja, Danner Alajos (1805–1889), makói serháztulajdonos, és annak neje, Danner Alajosné Dlaskovits Alojzia (1810–1869), aki Topits Alajos apai nagyanyjának húga volt. Elsőfokú unokatestvére Temple Rezső (1874–1945), ügyvéd, belügyminisztériumi államtitkár, országgyűlési képviselő, tartalékos hadnagy, a Ferenc József-rend lovagja, akinek az anyja Temple Rezsőné Prückler Eleonóra (1842–1922) volt. Topits Alajos József egyetlenegy leánytestvére Topits Irma (1857–1937), akinek a férje ifjabb Felmayer István (1849–1894), nagyiparos, „Felmayer István és fiai“ kékfestőgyár társtulajdonosa, a Székesfehérvári Takarékpénztárnak igazgatósági elnöke, a Székesfehérvári Kereskedelmi Bank alelnöke, a budapesti kereskedelmi és iparkamarának tagja.

## Élete
A Topits család a pesti Hatvani utca 10. szám alatti levő palotájukban lakott, amelynek utcaszintjén működött a Neruda Nándor féle „Aranyméhkas” nevű drogériája. Topits Alajos, az édesapja által 1859-ben alapított Topits József fia gőztésztagyárát örököltem, mely a Hatvani utcában üzemelt 1867-ig, amikor Topits József elnök, Weichselbeger János (1829–1874) tésztagyáros cégtársával együtt úgy döntött, hogy a Dob utca 37. szám alá költöztetik át.
1876-tól, Topits Alajos özvegy édesanyjával, Prückler Klárával együtt vezette a gyárat. 1878. április 11-én a belvárosi pesti római katolikus plébánián, anyja házasságot és öröklési szerződést kötött új férjével, a nagyváradi születésű Glatz Nándorral (1833–1909), aki később cégvezetőként is tevékenykedett. Magyarországon a Sütő- és tésztaipar Történetében fontos helyet foglalt el a Topits József fia gőztésztagyár, mivel első volt a maga nemében az osztrák-magyar monarchiában. A nagy üzem nemcsak gőztésztát, hanem ostyát, pecsétviaszt és más művegytani terményeket is gyártott. A tésztagyártmányokat nemcsak Magyarországon és Ausztrián belül kerültek piacra, hanem Szerbiába és Romániába is exportálták.
Topits Alajos József a vegyészeti ipar és tésztagyártás terén szerzett magának jó hírnevet, és már 1893-ban az Országos Iparegyesület Igazgatóságának a tagja is volt. A gőz tésztagyára a császári és udvari szállító tésztaüzem volt. 1896. december 19-én Topits Alajos Józsefnek a Ferenc József-rend lovagi kitüntetést adományozta az uralkodó. Topits Alajos József aktívan vett részt Budapest városának a közigazgatási és törvényhatósági életében; Budapest főváros törvényhatósági bizottsága tagja, valamint a közigazgatási bizottság tagja is volt folyamatosan 1905-től 1918-ig. Közrendészeti bizottsági taggá is választották. 1910. március hónapjára Budapest főváros fizetéstelen árvaszéki ülnökké választották. 1926. május 16-án megtörtént a budapesti Szent Rókus kápolna harangjainak felszentelése. A mélyen vallásos Topits Alajos a nagyobb harangbizottság egyik alelnöke volt Törley Dezsővel együtt. Topits Alajos szenvedélyes vadász volt, több agancstrófeával díszítette háza falait.
A tésztagyár egészen az 1920-as évek végig üzemelt ugyanabban a helyiségben, a Dob utca 37. szám alatt. Az első világháború és a román hadsereg megszállása alatt szenvedett károk miatt a gőztésztagyár nem tudott újra talpra állni; a gyárat a román seregek alaposan kifosztották gépeitől, alapanyagaitól és kész termékeitől. 1925. novemberében a budapesti királyi törvényszék mint csődbíróság a "Topits József fia tésztaipar" részvénytársaság budapesti (VII., Dob-u. 37. öz.) ellen, ennek bárból található ingó vagyonára és a magyar állam területén levő ingatlan javaira a csődöt megnyitotta. Ekkor Topits Alajos József egészsége rohamosan kezdett romlani, végül szívszélhűdést kapott és elhunyt. Halála után fia, Toptis Alajos Nándor vette át a tésztagyár vezetését.

## Házasságai és gyermekei
1879. október 5-én Székesfehérváron Topits Alajos József házasságot kötött első feleségével, a jómódú római katolikus székesfehérvári polgári származású Felmayer Vilma Ottilia (Székesfehérvár, 1860. január 7.–Budapest, 1940. szeptember 3.) kisasszonnyal, aki idősebb Felmayer István (1813–1888), székesfehérvári kékfestőgyáros, és Mutz Julianna (1815-1883) lánya volt. Az esküvői tanúk Danner Alajos (1805–1889), makói serház tulajdonos és Karl György (1814–1891), építőmester, kereskedő, székesfehérvári városi bizottsági tag voltak. Topits Alajos és Felmayer Vilma hazásságából egyetlenegy leány született, aki alig 14 hónaposan hunyt e:
- Topits Klára Júlia Irma (Székesfehérvár, 1880. július 20.–Székesfehérvár, 1881. október 19.).

A gyermek nélküli viharos kapcsolat hamarosan végződött; nem sokkal a polgári anyakönyvezés bevezetése után, több éves veszekedés és különélés után, 1897. január 12-én a tésztagyáros beadta a válókeresetet. 1897. június 23-án délután férj beleegyezése, akarata ellenére Felmayer Vilma elhagyta a közös lakást. Elváláskor vissza kellett fizetnie a 100 ezer koronás hozományt a székesfehérvári születésű, szegedi származású nejének. A három éves pereskedés után végül 1900. február 16-án a válási, illetve vagyonelosztási per befejeződött; ekkor Topits Alajos és Felmayer Vilma törvényesen elváltak.
A pereskedés alatt Topits Alajos vadházasságban élt Eckstein Franciskával, azzal az asszonnyal, aki a második felesége lesz és, aki időközben több gyermeket szült neki. Második felesége a római katolikus pesti születésű Eckstein Franciska Otília (Pest, 1870. június 15.–Budapest, 1945. január 26.) lett, akinek az édesapja a pozsonyi születésű, evangélikus felekezetű Eckstein Károly (1836-1886), pesti aranyverő, anyja, Kroll Jozefa (1842-1889) volt. Eckstein Franciska nagyszülei Eckstein János Keresztély (1810–1883), aranyverő, és a bécsi születésű római katolikus Appel Anna (1812–1858) volt; Eckstein János Keresztély egy ősrégi nürnbergi ágostai hitvallású polgári család sarja volt, amely a 19. század elején vándorolt át Pozsonyba; dédapja, Eckstein Leonhard, Nürnbergben molnár volt.
Topits Alajos és Eckstein Franciska 1901. január 26-án kötöttek házasságot, Budapesten a VII. kerületben; a tanúk Topits Alajos két rokona: a mostohaapja Glatz Nándor (1833–1909), kereskedő, valamint Topits Alajos nagybátyja, Temple Rezső (1826–1908), a triesti általános biztosító társulat főtisztviselője, akinek a neje Prückler Eleonóra volt. 1901. február 5-én Topits Alajos és Eckstein Franciska szerződést kötöttek, amelyen az úr örökbe fogadta nejének kiskorú gyermekeit, akik még törvénytelen helyzetben születtek tőle a házasságkötés előtt. Topits Alajosnak Eckstein Franciskától született:
- Topits Alajos Nándor Károly (Budapest, 1894. január 14.–Budapest, 1930. május 30.), gőztésztagyár tulajdonosa, igazgatója, tartalékos főhadnagy.[26] Felesége: Bunczel Margit Szidónia Ignácia Mária Lujza (Budapest, 1899. február 28.–Budapest, 1980. július 3.).[27]
- Topits Franciska Emília (Budapest, 1895. augusztus 19.–Székesfehérvár, 1964. október 15.).[28] Férje: dr. Pfeifer István Rudolf (Budapest, 1880. szeptember 19.–Székesfehérvár, 1961. január 12.), székesfehérvári fül-, orr- gége és sebész szakorvos, belügyminisztériumi biztos,[29] Pfeifer István pesti könyvkereskedőnek a fia.
- Topits József Rezső (Budapest, 1897. május 27.–Budapest, 1969. július 17.), császári és királyi 10. huszárezredbeli tartalékos zászlós, a Magyar Nemzeti Bank főellenőre.[30] Felesége: tharnói Kostyál Mária Judit "Margit" (Bécs, 1905. március 13.–?),[31] Kostyál Zsigmond udvari tanácsosnak a lánya.
- Topits Károly Imre (Budapest, 1899. július 27.–Budapest, 1966. november 25.), tartalékos huszárszázados.[32]
- Topits Klára Mária (Budapest, 1901. november 21.–Bogotá, 1993. június 17.). Férje: Lenz József (Budapest, 1897. március 18. – Bogotá, Kolumbia, 1965. március 14.), nagykereskedő, kereskedelmi tanácsos, földbirtokos, tartalékos huszárszázados, a „Pro Ecclesia et Pontifice érdemrend” tulajdonosa, a "Gyümölcsexportőrök és Importőrök Egyesülete" elnöke.

## Származása
| Topits Alajos József (Pest, 1855. március 30. – Budapest, 1926. október 9.) császári és királyi udvari szállító, a „Topits József Fia Első Magyar Gőztésztagyár” (Erste ungarische Dampfmehlspeisenfabrik) tulajdonosa, a Ferenc József-rend lovagja, az Országos Ipar Tanács tagja, az Országos Iparegyesület Igazgatóságának a tagja, Budapest főváros törvényhatósági és közigazgatási bizottsága tagja, Budapest főváros közrendészeti bizottsági tagja, Budapest főváros fizetéstelen árvaszéki ülnöke, Budapest főváros központi választmányi tagja, budapesti virilista. | Apja: Topits József András (Gödöllő, 1824. február 25.– Budapest, 1876. szeptember 27.) pesti választott polgár, fővárosi képviselő-testületi tag, aTopits József fia Első magyar gőztésztagyár (Erste ungarische Dampfmehlspeisenfabrik) alapítója és tulajdonosa, amely Magyarország első tésztagyára volt, az Országos Iparegyesület vegyészeti iparbizottság tagja, pesti virilista. | Apai nagyapja: Topits József (Isztimér, 1790. március 4.– Gödöllő, 1837. március 24.) teológus, gödöllői fűszerkereskedő | Apai nagyapai dédapja: Topits József (1756.– Isztimér, 1812. május 22.) Isztimér okleveles tanítója, jegyzője |
| Topits Alajos József (Pest, 1855. március 30. – Budapest, 1926. október 9.) császári és királyi udvari szállító, a „Topits József Fia Első Magyar Gőztésztagyár” (Erste ungarische Dampfmehlspeisenfabrik) tulajdonosa, a Ferenc József-rend lovagja, az Országos Ipar Tanács tagja, az Országos Iparegyesület Igazgatóságának a tagja, Budapest főváros törvényhatósági és közigazgatási bizottsága tagja, Budapest főváros közrendészeti bizottsági tagja, Budapest főváros fizetéstelen árvaszéki ülnöke, Budapest főváros központi választmányi tagja, budapesti virilista. | Apja: Topits József András (Gödöllő, 1824. február 25.– Budapest, 1876. szeptember 27.) pesti választott polgár, fővárosi képviselő-testületi tag, aTopits József fia Első magyar gőztésztagyár (Erste ungarische Dampfmehlspeisenfabrik) alapítója és tulajdonosa, amely Magyarország első tésztagyára volt, az Országos Iparegyesület vegyészeti iparbizottság tagja, pesti virilista. | Apai nagyapja: Topits József (Isztimér, 1790. március 4.– Gödöllő, 1837. március 24.) teológus, gödöllői fűszerkereskedő | Apai nagyapai dédanyja: Braun Anna Mária (Isztimér, 1765. február 2.– Isztimér, 1843. október 27.) (Szülei: Braun Sebastian és Zimmer Katalin) |
| Topits Alajos József (Pest, 1855. március 30. – Budapest, 1926. október 9.) császári és királyi udvari szállító, a „Topits József Fia Első Magyar Gőztésztagyár” (Erste ungarische Dampfmehlspeisenfabrik) tulajdonosa, a Ferenc József-rend lovagja, az Országos Ipar Tanács tagja, az Országos Iparegyesület Igazgatóságának a tagja, Budapest főváros törvényhatósági és közigazgatási bizottsága tagja, Budapest főváros közrendészeti bizottsági tagja, Budapest főváros fizetéstelen árvaszéki ülnöke, Budapest főváros központi választmányi tagja, budapesti virilista. | Apja: Topits József András (Gödöllő, 1824. február 25.– Budapest, 1876. szeptember 27.) pesti választott polgár, fővárosi képviselő-testületi tag, aTopits József fia Első magyar gőztésztagyár (Erste ungarische Dampfmehlspeisenfabrik) alapítója és tulajdonosa, amely Magyarország első tésztagyára volt, az Országos Iparegyesület vegyészeti iparbizottság tagja, pesti virilista. | Apai nagyanyja: Dlaskovits Borbála Klára (Vác, 1805. július 28.– Gödöllő, 1840. június 13.) | Apai nagyanyai dédapja: Dlaskovits András |
| Topits Alajos József (Pest, 1855. március 30. – Budapest, 1926. október 9.) császári és királyi udvari szállító, a „Topits József Fia Első Magyar Gőztésztagyár” (Erste ungarische Dampfmehlspeisenfabrik) tulajdonosa, a Ferenc József-rend lovagja, az Országos Ipar Tanács tagja, az Országos Iparegyesület Igazgatóságának a tagja, Budapest főváros törvényhatósági és közigazgatási bizottsága tagja, Budapest főváros közrendészeti bizottsági tagja, Budapest főváros fizetéstelen árvaszéki ülnöke, Budapest főváros központi választmányi tagja, budapesti virilista. | Apja: Topits József András (Gödöllő, 1824. február 25.– Budapest, 1876. szeptember 27.) pesti választott polgár, fővárosi képviselő-testületi tag, aTopits József fia Első magyar gőztésztagyár (Erste ungarische Dampfmehlspeisenfabrik) alapítója és tulajdonosa, amely Magyarország első tésztagyára volt, az Országos Iparegyesület vegyészeti iparbizottság tagja, pesti virilista. | Apai nagyanyja: Dlaskovits Borbála Klára (Vác, 1805. július 28.– Gödöllő, 1840. június 13.) | Apai nagyanyai dédanyja: Filtzer Terézia |
| Topits Alajos József (Pest, 1855. március 30. – Budapest, 1926. október 9.) császári és királyi udvari szállító, a „Topits József Fia Első Magyar Gőztésztagyár” (Erste ungarische Dampfmehlspeisenfabrik) tulajdonosa, a Ferenc József-rend lovagja, az Országos Ipar Tanács tagja, az Országos Iparegyesület Igazgatóságának a tagja, Budapest főváros törvényhatósági és közigazgatási bizottsága tagja, Budapest főváros közrendészeti bizottsági tagja, Budapest főváros fizetéstelen árvaszéki ülnöke, Budapest főváros központi választmányi tagja, budapesti virilista. | Anyja: Prückler Klára Eleonóra Julianna (Pest, 1833. február 16. – †Budapest, 1907. február 26.) | Anyai nagyapja: Prückler József Ignác (Pest, 1804. április 13. – Pest, 1866. augusztus 30.) pesti választott polgár, pékmester, bérpalota-tulajdonos, az 1848-as szabadságharc alhadnagya, 1860-ban Pest városának az egyik képviselője. | Anyai nagyapai dédapja: Prückler József Kalazancius (Pest, 1778. szeptember 17.– Pest, 1848. január 15.) pékmester, választott pesti polgár, cs. kir. százados, bérháztulajdonos. (Szülei: Prückler Jakab, pékmester, pesti polgár, bérháztulajdonos és Mack Anna) |
| Topits Alajos József (Pest, 1855. március 30. – Budapest, 1926. október 9.) császári és királyi udvari szállító, a „Topits József Fia Első Magyar Gőztésztagyár” (Erste ungarische Dampfmehlspeisenfabrik) tulajdonosa, a Ferenc József-rend lovagja, az Országos Ipar Tanács tagja, az Országos Iparegyesület Igazgatóságának a tagja, Budapest főváros törvényhatósági és közigazgatási bizottsága tagja, Budapest főváros közrendészeti bizottsági tagja, Budapest főváros fizetéstelen árvaszéki ülnöke, Budapest főváros központi választmányi tagja, budapesti virilista. | Anyja: Prückler Klára Eleonóra Julianna (Pest, 1833. február 16. – †Budapest, 1907. február 26.) | Anyai nagyapja: Prückler József Ignác (Pest, 1804. április 13. – Pest, 1866. augusztus 30.) pesti választott polgár, pékmester, bérpalota-tulajdonos, az 1848-as szabadságharc alhadnagya, 1860-ban Pest városának az egyik képviselője. | Anyai nagyapai dédanyja: Ottinger Klára (Pest, 1781. február 12.– Pest, 1826. szeptember 23.) (Szülei: Ottinger József, pékmester, választott pesti polgár, és Stentenmacher Klára)                                                                                |
| Topits Alajos József (Pest, 1855. március 30. – Budapest, 1926. október 9.) császári és királyi udvari szállító, a „Topits József Fia Első Magyar Gőztésztagyár” (Erste ungarische Dampfmehlspeisenfabrik) tulajdonosa, a Ferenc József-rend lovagja, az Országos Ipar Tanács tagja, az Országos Iparegyesület Igazgatóságának a tagja, Budapest főváros törvényhatósági és közigazgatási bizottsága tagja, Budapest főváros közrendészeti bizottsági tagja, Budapest főváros fizetéstelen árvaszéki ülnöke, Budapest főváros központi választmányi tagja, budapesti virilista. | Anyja: Prückler Klára Eleonóra Julianna (Pest, 1833. február 16. – †Budapest, 1907. február 26.) | Anyai nagyanyja: Danner Anna (Buda, 1809. április 17.– Budapest, 1889. november 5.) | Anyai nagyanyai dédapja: Danner Jakab (Budakeszi, 1781. szeptember 3.) szappangyáros, választott pesti polgár |
| Topits Alajos József (Pest, 1855. március 30. – Budapest, 1926. október 9.) császári és királyi udvari szállító, a „Topits József Fia Első Magyar Gőztésztagyár” (Erste ungarische Dampfmehlspeisenfabrik) tulajdonosa, a Ferenc József-rend lovagja, az Országos Ipar Tanács tagja, az Országos Iparegyesület Igazgatóságának a tagja, Budapest főváros törvényhatósági és közigazgatási bizottsága tagja, Budapest főváros közrendészeti bizottsági tagja, Budapest főváros fizetéstelen árvaszéki ülnöke, Budapest főváros központi választmányi tagja, budapesti virilista. | Anyja: Prückler Klára Eleonóra Julianna (Pest, 1833. február 16. – †Budapest, 1907. február 26.) | Anyai nagyanyja: Danner Anna (Buda, 1809. április 17.– Budapest, 1889. november 5.) | Anyai nagyanyai dédanyja: Schluker Katalin |